# A csillagokba!
A csillagokba! (eredetileg angolul Escape!) Isaac Asimov egyik sci-fi novellája, amely az Astounding Science Fiction magazin 1945. augusztusi számában jelent meg. Megtalálható az Én, a robot és a Robottörténetek novelláskötetekben is.

## Történet
|  | Alább a cselekmény részletei következnek! |

2031-ben elromlik az Egyesült Robot fő számítógépe. A cég ez után nem sokkal egy problémát küld az Amerikai Robotnak, hogy oldják meg. Valószínűsíthető, hogy ettől a problémától ment tönkre az ő számítógépük, és az ajánlattal az a céljuk, hogy tönkretegyék az Amerikai Robot gépét, az Agyat is, hogy ezáltal ne legyenek lemaradva. Robertson elnök, Peter Bogert kutatási igazgató, Alfred Lanning exigazgató és Susan Calvin robotpszichológus úgy döntenek, elfogadják a hiperatommotor problémáját, hiszen az Agy valójában pozitronrobot, így a három törvényes konfliktusokat sokkal rugalmasabban lehet vele kezelni.
Miután Calvin beszélget az Aggyal, részleteiben beadagolják a gépnek a tervet, de ő nem talál benne hibát, így megépíti az űrhajót. A teszteléséhez Gregory Powellt és Michael Donovant hívják. A két férfi  körbejárja a hajót, beszállnak, s közben legnagyobb meglepetésükre az űrhajó elindul. Az űrhajóban nem lehet érezni a gyorsulást, és minden a falakban van elrejtve, ami merőben eltér attól, amit megszoktak. Powell és Donovan nem értik, hogyan működik, és zavarja őket, hogy nem ők irányítják a hajót.
Közben az Amerikai Robotnál is meglepődnek, hogy az űrhajó elindult, próbálják elérni azt, de a kommunikáció egyoldalú. Az Agy furcsán viselkedik, azt állítja, hogy minden rendben lesz. Powell és Donovan átélik a hiperugrást, és közben rájönnek, mitől romlott el az Egyesült Robot-féle gép: a hipertérben nem maradhat senki sem életben, ez pedig megakadályozta a számítógépet a további gondolkodásban. Az Agy viszont továbblépett, és rájött, hogy visszatérve a rendes térbe minden rendbe jön, mivel az emberek visszatérnek az életbe. A két férfi sikeresen visszatér a Földre, az ügy tárgyalásakor pedig Donovan azt javasolja, adják oda a megoldást az Egyesült Robotnak és söpörjék be a díjat érte, hadd tesztelhessék le ők is ezt az „élvezetes” kirándulást, ha már tönkre akarták tenni az Amerikai Robot Agyát.
|  | Itt a vége a cselekmény részletezésének! |

## Megjelenések

### Angol nyelven
1. Astounding, 1945. augusztus
2. I, Robot (Gnome Press, 1950)
3. I, Robot (Digit, 1958)
4. Isaac Asimov (Octopus, 1981)
5. The Complete Robot (Doubleday, 1982)
6. The Robot Collection (Doubleday, 1983)

### Magyar nyelven
1. Én, a robot (Kossuth, 1966, ford.: Vámosi Pál)
2. Robur #11, 1986. (ford.: Vámosi Pál)
3. Én, a robot (Móra, 1991, ford.: Vámosi Pál)
4. Robottörténetek, II. kötet (Móra, 1993, ford.: Vámosi Pál)
5. Isaac Asimov teljes Alapítvány-Birodalom-Robot Univerzuma, I. kötet (Szukits, 2001, ford.: Vámosi Pál)
6. Én, a robot (Szukits, 2004, ford.: Vámosi Pál)

| Előző      | Sorozat                                               | Következő  |
| ---------- | ----------------------------------------------------- | ---------- |
| A kockázat | Robot sorozat Alapítvány–Birodalom–Robot regényciklus | Bizonyíték |